# 松本昇三 (演出家)
松本 昇三（まつもと しょうぞう、1952年8月25日 - ）は、日本の舞台演出家。
（株）関西芸術座所属、総務、附属演劇研究所所長。（株）Office Pinecone代表取締役。

## 来歴・人物
1971年、私立上宮学園高校卒。同年龍谷大学文学部入学。
1975年中退。1975年に毛利菊枝演劇研究所卒。
1979年、現代演劇協会演劇学校卒。
1981年関西芸術座入団。演技部より演出部に転向、劇団幹事、総務、附属演劇研究所所長などを歴任。
関西芸術座だけでなく、他劇団や行政、団体の依頼による演出も多数手掛ける。
1996年より10年間毎日放送ラジオ「心のいこい」を演出。
劇団東俳、大阪国際大和田中学校などで講師を務めた。
2021年現在、（株）Office Pinecone代表取締役。
（株）関西芸術座総務、附属演劇研究所所長。
日本演出者協会会員。劇団東俳等講師。

## 演出作品
- ロング・クリスマス・ディナー（1984年、関西芸術座若手自主公演）
- ナツヤスミ語辞典（1993年、関西芸術座スタジオ公演）
- クローズ・ユア・アイズ（1995年、文の里スタジオサヨナラ公演）
- 夕やけ色のトンネルで（1997年、関西芸術座こども親子劇場巡回公演）
- カレッジ・オブ・ザ・ウインド（1996年、関西芸術座附属演劇研究所39期卒業公演）
- ジプシー（1997年、関西芸術座附属演劇研究所40期卒業公演）
- 十一匹のネコ（1998年、関西芸術座研究科公演）
- キス・ユー・フロム・ザ・ヘヴン（1998年、演劇集団“Pinecone”vol.１）
- ロング・クリスマス・ディナー（1999年、関西芸術座附属演劇研究所42期卒業公演）
- 電光仮面～最後の戦い～（1999年、第1回関芸ファミリー劇場）
- ディア アンクル（1999年、演劇集団“Pinecone”vol.2）
- 猫はしる（2000年、第2回関芸ファミリー劇場）
- サン★フラワー・ハレルヤ・ディ（2000年、演劇集団“Pinecone”vol.３）
- オズの魔法使い（2000年、泉佐野市民ミュージカル）
- 宇宙のみなしご（2001年、関西芸術座中学校巡回公演）
- ラ・ヴィータ（2001年、関西芸術座附属演劇研究所44期卒業公演）
- あした月夜の庭で（2002年、第3回関芸ファミリー劇場）
- I’ll Follow The Sun（2002年、演劇集団“Pinecone”vol.４）
- オズの魔法使い（2002年、第1回篠山市民ミュージカル）
- キス・ミー・ハニー（2002年、吉本興業末成由美プロデュース公演）
- リズム（2004年、関西芸術座スタジオ公演）
- ギヴ・マイ・ラヴ・トゥ・マイ♡ダーリン（2004年、演劇集団“Pinecone”vol.５）
- 満月の夜は、なぞだらけ（2004年、第4回関芸ファミリー劇場）
- 森は生きている（2004年、第2回篠山市民ミュージカル）
- わすれものの森（2004年、第1回西成演劇教室）
- 歌うシンデレラ（2005年、関西芸術座附属演劇研究所48期卒業公演）
- 戦争童話集（2005年、関西芸術座中学校巡回公演）
- 真夏の夜の夢（2005年、劇団東俳合同公演）
- オレたちはサンタじゃない!!（2005年、第2回西成演劇教室）
- 心と意志（2006年、関西芸術座スタジオ公演）
- I’ll Follow The Sun（2006年、劇団東俳青年劇場）
- オレたちはサンタじゃない!!（2006年、第5回関芸ファミリー劇場）
- 大阪城の虎（2007年、関西芸術座50周年記念公演）
- Wish upon a Shooting Star（2007年、劇団東俳青年劇場）
- 幽霊荘で会いましょう（2007年、第1回西成ミュージカル）
- 真夏の夜の夢（2007年、第3回篠山市民ミュージカル）
- サン★フラワー・ハレルヤ・ディ（2008年、劇団東俳青年劇場）
- 10日遅れのバレンタイン（2008年、第2回西成ミュージカル）
- 二十四の瞳（2008年、劇団東俳合同公演）
- A Midsummer Night’s Dream（2008年、演劇集団“Pinecone”vol.６）
- 季節はずれのヒーロー（2009年、第3回西成ミュージカル）
- Third Time Lucky!! ~サード タイム ラッキー~（2009年、演劇集団“Pinecone”vol.７）
- いつか、おひさまの庭で（2010年、第4回西成ミュージカル）
- 明日への詩（2010年、劇団東俳合同公演）
- オズの魔法使い（2011年、第5回西成ミュージカル）
- 楽園のつくりかた（2011年、関西芸術座中学校・高校巡回公演）
- 真夏の夜の夢（2012年、第6回西成ミュージカル）
- Wish upon a Shooting Star（2012年、劇団東俳青年劇場）
- アーニャと十二の月の物語（2013年、第7回西成ミュージカル）
- 宇宙のみなしご（2013年、関西芸術座附属演劇研究所56期卒業公演）
- 十二夜（2013年、演劇集団“Pine nuts”第1回公演）
- ハッピー・ジャーニー/ロング・クリスマス・ディナー（2013年、演劇集団“Pinecone”vol.8）
- しあわせの王子（2014年、第6回篠山市民ミュージカル）
- しあわせの王子（2014年、第8回西成ミュージカル）
- かいじゅうでんとう（2014年、関西芸術座リトルシアター）
- 戦争童話集（2014年、関西芸術座中学校巡回公演）
- 猫はしる（2014年、Office Pinecone親と子の劇場）
- 明日への詩（2014年、劇団東俳合同公演）
- 電光仮面～最後の戦い～（2014年、関西芸術座公演No.243）
- ひと月遅れのバレンタイン（2015年、第9回西成ミュージカル）
- 歌うシンデレラ（2015年、関西芸術座附属演劇研究所58期卒業公演）
- 真夏の夜の夢～ヒラカタールの森の物語（2015年、第20回枚方こどもミュージカル）
- 慕情秋桜（2015年、関西芸術座公演No.245）
- Crossing of Destiny～王子と少年～（2016年、第7回篠山市民ミュージカル）
- Crossing of Destiny～王子と少年～（2016年、第9回西成ミュージカル）
- しあわせの王子（2016年、関西芸術座公演No.247）
- I’ll Follow The Sun（2017年、劇団東俳青年劇場）
- ア・ミッドサマー・ナイツ・ドリーム（2017年、関西芸術座附属演劇研究所60期卒業公演　58期・59期研修公演）
- Wish upon a Shooting Star（2017年、演劇集団“Pinecone”vol.9）
- 十二夜（2018年、関西芸術座公演No.250）
- ピノッキオ～一本の木に刻まれた愛と人形の物語～（2018年、第８回篠山市民ミュージカル）
- 満月の夜は、なぞだらけ（2018年、第1回劇団西成）
- ボクサァ（2018年、関西芸術座附属演劇研究所卒業公演）
- 探偵物語～The Detective Story（2019年、関西芸術座公演No.252）
- 楽園のつくりかた（2019年、関西芸術座附属演劇研究所卒業公演）
- 大坂城の虎（2019年、関西芸術座公演No.253）
- ベルナルダ・アルバの家ースペインの田舎における女たちのドラマー（2020年、関西芸術座公演No.254）
- Sunlight Heartーヘレンとサリバン先生ー（2020年、第9回丹波篠山市民ミュージカル）
- けれどスクリーンいっぱいの星（2021年、関西芸術座附属演劇研究所卒業公演）
- クリスマス・キャロル（2021年、第10回たんば篠山市民ミュージカル）